# 陆海
陆海，南京大学教授，主要从事宽禁带半导体材料与器件研究，中华人民共和国教育部2011年度“长江学者”特聘教授。

## 生平
1996年和1999年先后获得南京大学物理系学士、硕士学位；2003年获得康奈尔大学电子与计算机工程系获博士学位。